# John Kenrick
John Kenrick (4 février 1788 - 7 mai 1877) est un historien classique britannique.

## Biographie
Il est né le 4 février 1788 à Exeter, fils aîné de Timothy Kenrick (en), ministre unitarien, et de sa première épouse, Mary, fille de John Waymouth d'Exeter. Il fait ses études au lycée local dirigé par le révérend Charles Lloyd et plus tard à l'académie anticonformiste dirigée par son père et le révérend Joseph Bretland.
En 1807, Kenrick s'inscrit à l'université de Glasgow. Il obtient le premier prix de sa classe pendant trois années consécutives, remporte la médaille d'or Gartmore pour un essai sur la constitution anglaise à l'époque des Tudor et une médaille d'argent pour un essai sur l'aberration de la lumière. Il obtient sa maîtrise en 1810. Plus tard cette année-là, Kenrick devient professeur de lettres classiques au Manchester College, York. En 1819, il obtient un congé pour passer une année sabbatique en Allemagne, étudiant l'histoire à Göttingen. Il retourne à York en 1820 et commence à traduire des œuvres classiques allemandes, dont la Grammaire latine d'August Wilhelm Zumpt, l'Introduction à la composition en prose grecque de Rost et Wusteman et la Grammaire grecque de Matthiae.
En 1840, lorsque le collège retourne à Manchester, Kenrick devient professeur d'histoire, poste qu'il occupe jusqu'à sa retraite en 1850. Il continue à vivre à York et se rend à Manchester pour donner des conférences. Plusieurs de ses élèves deviennent célèbres pour leurs écrits, notamment John James Tayler (1797-1869), James Martineau (1805-1900) et George Vance Smith (1816-1902).
Kenrick meurt le 7 mai 1877 et est enterré au cimetière d'York.
Il publie L'Égypte d'Hérodote (1841), L'Égypte ancienne sous les pharaons (1850) et la Phénicie (1855).
Kenrick épouse, le 13 août 1821, Laetitia Wellbeloved (1795-1879), fille du directeur du Manchester College, York, Charles Wellbeloved. Ils n'ont pas d'enfants.